# Kup Bosne i Hercegovine 2007-2008
La Kup Bosne i Hercegovine 2007-2008 è stata l'ottava edizione della coppa nazionale della Bosnia Erzegovina, ed è stata vinta dallo Zrinjski Mostar, al suo primo titolo.

## Squadre partecipanti
|                       | Premijer Liga | Premijer Liga |
| --------------------- | --- | --- |
| 1º livello            | Čelik Zenica Jedinstvo Bihać Laktaši Leotar Modriča Orašje Posušje Sarajevo Slavija Sloboda Tuzla Široki Brijeg Travnik Velež Mostar Željezničar Žepče Zrinjski Mostar | Čelik Zenica Jedinstvo Bihać Laktaši Leotar Modriča Orašje Posušje Sarajevo Slavija Sloboda Tuzla Široki Brijeg Travnik Velež Mostar Željezničar Žepče Zrinjski Mostar |
|                       | 1. liga FBiH | 1. liga Republike Srpske |
| 2º livello            | Bratstvo Gračanica Brotnjo Budućnost Banovići Drinovci Igman Konjic Rudar Kakanj Troglav                                                                               | Borac Banja Luka Borac Šamac Drina HE Ljubić Prnjavor Radnik Bijeljina Sloga Doboj                                                                                     |
|                       | Federazione BiH | Repubblica Srpska |
| divisione sconosciuta | Kolina Ustikolina Podgrmeč Radnik Hadžići | nessuna |

## Sedicesimi di finale
| Squadra 1          | Risultato       | Squadra 2         |
| ------------------ | --------------- | ----------------- |
| 24.10.2007         |                 |                   |
| Čelik              | 3 - 0           | Jedinstvo Bihać   |
| Široki Brijeg      | 1 - 0           | Žepče             |
| Leotar             | 4 - 1           | Drinovci          |
| Modriča            | 5 - 0           | Troglav           |
| Posušje            | 5 - 0           | Radnik Bijeljina  |
| Travnik            | 2 - 1           | Ljubić Prnjavor   |
| Sloboda            | 1 - 0           | Budućnost         |
| Borac Šamac        | 0 - 1           | Slavija           |
| Drina HE           | 0 - 3           | Zrinjski          |
| Igman Konjic       | 1 - 2           | Velež             |
| Željezničar        | 5 - 0           | Kolina Ustikolina |
| Orašje             | 2 - 0           | Podgrmeč          |
| Radnik Hadžići     | 1 - 5           | Sarajevo          |
| Brotnjo            | 5 - 0           | Sloga Doboj       |
| Bratstvo Gračanica | 2 - 2 (6-5 dtr) | Rudar Kakanj      |
| 30.10.2007         |                 |                   |
| Borac Banja Luka   | 0 - 2           | Laktaši           |

## Ottavi di finale
| Squadra 1          | Totale          | Squadra 2     | Andata     | Ritorno    |
| ------------------ | --------------- | ------------- | ---------- | ---------- |
|                    |                 |               | 07.11.2007 | 28.11.2007 |
| Travnik            | 1 - 2           | Leotar        | 0 - 0      | 1 - 2      |
| Modriča            | 5 - 6           | Željezničar   | 3 - 3      | 2 - 3      |
| Slavija            | 2 - 4           | Zrinjski      | 2 - 3      | 0 - 1      |
| Sarajevo           | 2 - 2 (7-6 dtr) | Velež         | 1 - 1      | 1 - 1      |
| Posušje            | 4 - 0           | Čelik Zenica  | 2 - 0      | 2 - 0      |
| Orašje             | 1 - 5           | Sloboda Tuzla | 0 - 0      | 1 - 5      |
| Brotnjo            | 3 - 6           | Laktaši       | 2 - 2      | 1 - 4      |
| Bratstvo Gračanica | 1 - 4           | Široki Brijeg | 0 - 1      | 1 - 3      |

## Quarti di finale
| Squadra 1   | Totale          | Squadra 2     | Andata     | Ritorno    |
| ----------- | --------------- | ------------- | ---------- | ---------- |
|             |                 |               | 05.03.2008 | 19.03.2008 |
| Sloboda     | 6 - 2           | Leotar        | 6 - 1      | 0 - 1      |
| Zrinjski    | 1 - 1 (3-2 dtr) | Široki Brijeg | 1 - 0      | 0 - 1      |
| Posušje     | 4 - 1           | Laktaši       | 1 - 0      | 3 - 1      |
|             |                 |               | 12.03.2008 | 19.03.2008 |
| Željezničar | 5 - 5 (gfc)     | Sarajevo      | 3 - 1      | 2 - 4      |

## Semifinali
| Squadra 1   | Totale | Squadra 2 | Andata     | Ritorno    |
| ----------- | ------ | --------- | ---------- | ---------- |
|             |        |           | 09.04.2008 | 23.04.2008 |
| Željezničar | 1 - 2  | Sloboda   | 1 - 1      | 0 - 1      |
| Zrinjski    | 6 - 0  | Posušje   | 4 - 0      | 2 - 0      |

## Finale
| Arbitro: | Dragan Skakić (Bosanska Gradiška) |

| |            | |
| Husejinović 14’ Kasapović 90’ (rig.) | Marcatori  | 66’ (aut.) Prodanović                                                                                          |
| Jović Mikelini Jahić Prodanović Čejvanović Omić (66' Brđanović) Okanović (85' Kuduzović) Lamešić (51' Kasapović) Osmanhodžić Huseinović Tosunović | Formazioni | Mitrović Karađa Džidić Janković Nikolić Landeka Pezo Selimović (54' Smajić) Đurić Žižović Matko (90' Perajica) |
| Sakib Malkočević | Allenatori | Dragan Jović                                                                                                   |

| Arbitro: | Rusmir Mrković (Sarajevo) |

| |                      | |
| Džidić 30’ Landeka 66’ | Marcatori            | 47’ Tosunović |
| | Tiri di rigore 4 – 1 | |
| Mitrović (84' Šunjić) Džidić Nikolić Landeka Matko (53' Smajić) Selimović Ivanković (55' Perajica) Pezo Žižović Karadža Đurić | Formazioni           | Jović Prodanović Mikelini Čejvanović Babić (90' Brdžanović) Okanović (80' Osmanhodžić) Zoletić Jahić Kasapović (57' Lamešić) Tosunović Huseinović |
| Dragan Jović | Allenatori           | Sakib Malkočević |